# American McGee’s Grimm
American McGee’s Grimm — серия казуальных видеоигр, состоящая из 23 эпизодов по мотивам литературных адаптаций европейских сказок (братьев Гримм и Шарля Перро). Анонсирована в 2007 году в июньском номере журнала PC Gamer. Разработана шанхайской независимой студией Spicy Horse, основанной известным геймдизайнером Американом МакГи.
Игра использует движок Unreal Engine 3 и имеет возрастное ограничение в 16 лет (содержит сцены насилия, грубой речи, упоминание алкоголя и секса). Прохождение каждого игрового эпизода занимает от 30 до 60 минут.

## Игровой процесс
Игроку предлагается управлять злобным карликом по имени Гримм (Grimm), который, не перенося добрые сказки и сомневаясь в их морализаторских функциях, старается изменить сказочный мир таким образом, чтобы тот больше подходил к мрачному содержанию истории. В начальных роликах Гримм рассказывает, что раньше сказки были более мрачными и жестокими. Но когда настали лучшие времена, люди добавили в сказки «розовый цвет» и прочую милость, делая сказки добрыми. Перемещаясь по игровому уровню, Гримм искажает объекты, придавая им мрачный, зловещий вид. Чем больше предметов игрок отемняет, тем сильнее становится влияние Гримма на окружение и он может воздействовать на более крупные объекты (деревья, дома, холмы).
Некоторые игроки указывали на сходство игровой механики American McGee’s Grimm с японской игрой Katamari Damacy на платформе PlayStation 2, в которой игроку нужно катить по ландшафту клейкий шар, собирающий на себя всё возрастающие по размерам объекты. Сам МакГи сходства не отрицает, и более того — использует сравнение в интервью.

## Эпизоды
Для эпизодов, изданных в России, указаны русские названия.
Volume 1
1. Как мальчик страху учился / A Boy Learns What Fear Is (31 июля 2008)
2. Красная шапочка / Little Red Riding Hood (7 августа 2008)
3. Сказка о рыбаке и его жене / The Fisherman and His Wife (14 августа 2008)
4. Кот в сапогах / Puss in Boots (21 августа 2008)
5. Девушка-безручка / The Girl Without Hands (28 августа 2008)
6. Смерть в кумовьях[англ.] / Godfather Death (4 сентября 2008)
7. Чёрт с тремя золотыми волосками[англ.] / The Devil and His Three Golden Hairs (11 сентября 2008)
8. Красавица и чудовище / Beauty and the Beast (18 сентября 2008)

Volume 2
1. Искусный вор[англ.] / The Master Thief (30 октября 2008)
2. Поющая косточка[англ.] / The Singing Bone (6 ноября 2008)
3. Король Мидас / King Midas (13 ноября 2008)
4. Золушка / Cinderella (20 ноября 2008)
5. Золотой Гусь / The Golden Goose (25 ноября 2008)
6. Железный Джон[англ.] / Iron John (4 декабря 2008)
7. Га́мельнский крысоло́в / The Pied Piper (11 декабря 2008)
8. Рождественский гимн / A Christmas Carol (18 декабря 2008)

Volume 3
1. Король-лягушонок / The Frog King (12 февраля 2009)
2. Джек и бобовый стебель / Jack And The Beanstalk (19 февраля 2009)
3. Мулан / Mulan (26 февраля 2009)
4. Пинокио / Pinnochio (5 марта 2009)
5. Спящая Красавица / Sleeping Beauty (12 марта 2009)
6. Мальчик с пальчик / The Adventures of Thumbling (16 апреля 2009)
7. Белоснежка (23 апреля 2009)

## Обзоры и критика
| Русскоязычные издания | Русскоязычные издания |
| Издание               | Оценка                |
| --------------------- | --------------------- |
| «Страна игр»          | 7,0/10                |
| Gameplay              | 3,5/5                 |

Обозреватели IGN дали эпизодам следующие оценки:
1. "A Boy Learns What Fear Is": 6/10[8]
2. "Little Red Riding Hood": 6.1/10[9]
3. "The Fisherman and His Wife": 6.2/10[10]
4. "Puss in Boots": 6.1/10[11]
5. "The Girl Without Hands": 5.7/10[12]
6. "Godfather Death": 6.3/10[13]
7. "The Devil and His Three Golden Hairs": 6.2/10[14]
8. "Beauty and the Beast": 6.3/10[15]